# Jean-Paul de Rocca Serra
Jean-Paul de Rocca Serra (* 11. Oktober 1911 in Bonifacio; † 6. April 1998 in Paris) war ein französischer Politiker (CR, UDR, RPR). Er war von 1950 bis 1997 Bürgermeister von Porto-Vecchio, von 1955 bis 1962 Mitglied des französischen Senats, von 1962 bis 1998 Abgeordneter in der Nationalversammlung und von 1984 bis zu seinem Tod Präsident der Versammlung von Korsika.

## Leben
Jean-Paul de Rocca Serra wurde 1911 als Sohn des Arztes und Politikers Camille de Rocca Serra geboren. Wie sein Vater schlug er eine medizinische Laufbahn ein. Als der Zweite Weltkrieg ausbrach, trat de Rocca Serra als Arzt in die Armee ein. Im März 1940 wurde er zum Unterleutnant befördert. Nach dem Krieg entschied sich de Rocca Serra auf der politischen Bühne seiner Heimat Korsika tätig zu werden und trat damit erneut in die Fußstapfen seines Vaters, der von 1928 bis 1940 Abgeordneter in der französischen Abgeordnetenkammer war. 
Im Jahr 1949 wurde er für den ehemaligen Wahlkreis (Kanton) Porto-Vecchio in den Generalrat von Korsika gewählt und gehörte diesem bis 1976 an bzw. von 1976 bis 1988 dem Generalrat des Départements Corse-du-Sud, der aus der Aufteilung des Départements Korsika resultierte. 1951 wurde er zum Präsidenten des Generalrats gewählt, schied jedoch bereits 1953 aus diesem Amt aus und wurde Vorsitzender des Finanzausschusses des Départements.
Daneben wurde de Rocca Serra 1950 in den Stadtrat von Porto-Vecchio gewählt. Bereits im selben Jahr erfolgte seine Wahl zum Bürgermeister der Stadt. Er übte das Bürgermeisteramt bis 1997 aus. Als Mitglied der linksliberalen Parti radical kandidierte de Rocca Serra 1951 ebenfalls bei den Wahlen zur französischen Nationalversammlung auf der Liste des Parteienbündnisses Rassemblement des gauches républicaines, konnte jedoch kein Mandat erringen. Am 19. Juni 1955 kandidierte er hingegen erfolgreich bei den Senatswahlen. Als sich die Parti radical aus Anlass des Algerienkriegs spaltete, schloss sich Rocca Serra mit dem rechten Parteiflügel dem Centre républicain (CR) an. Nach Gründung der Fünften Republik erfolgte am 26. April 1959 seine Wiederwahl. De Rocca Serra gehörte dem Senat bis zum 25. November 1962 an. 
Am 6. Dezember 1962 wurde er erstmals zum Abgeordneten in die Nationalversammlung gewählt. Am 5. März 1963 wurde seine Wahl aufgrund einer Entscheidung des Verfassungsrats annulliert. Bei der daraus resultierenden Nachwahl am 12. Mai 1963 wurde er wiedergewählt. Vor der Parlamentswahl am 3. April 1967 wechselte Rocca Serra zur gaullistischen UNR-UDT, die sich später in Union des démocrates pour la République (UDR) umbenannte. Bei dieser Wahl konnte er sein Abgeordnetenmandat verteidigen. Auch diese Wahl musste auf Beschluss des Verfassungsrats am 27. August 1967 wiederholt, Rocca Serra wurde aber wiederum bestätigt. Im weiteren Verlauf seiner politischen Karriere wurde Rocca Serra insgesamt noch achtmal wiedergewählt – ab 1976 als Mitglied der UDR-Nachfolgepartei Rassemblement pour la République (RPR) – zuletzt in der Parlamentswahl am 12. Juni 1997. Er gehörte der Nationalversammlung bis zu seinem Tod am 6. April 1998 an.